# اسکات مور
اسکات مور فیلمنامه‌نویس و کارگردان اهل ایالات متحده آمریکا است

## اوایل زندگی
اسکات مور متولد و بزرگ شده در هونولولو هاوایی است و فارغ‌التحصیل از مدرسه پوناهو و دانشگاه کلرادو بولدر است.

## زندگی حرفه ای
مور یکی از نویسندگان خماری یکی از پرفروش‌ترین کمدی‌های تاریخ می‌باشد. او با دوستش جان لوکاس از گذشته‌ها کار می‌کند. آنها نامزد دریافت جایزه بهترین فیلمنامه اصلی در سال ۲۰۰۹ توسط آکادمی هنرهای فیلم و تلویزیون بریتانیا (بافتا) و انجمن صنفی نویسندگان آمریکا (WGA) شدند.
مور به همراه جان لوکاس فیلمنامه فیلم کمدی ۲۱ و تمام را نوشت که این فیلمنامه اولین کار او بود.

## لیست کارها
- جوجه کوچولو (۲۰۰۵) (ناشناس بازنویسی)الگو:Elucidate
- مهمانان ناخوانده عروسی(۲۰۰۵) (ناشناس بازنویسی)[۴]
- ریباند (۲۰۰۵)
- پر از آن (۲۰۰۷)
- چهار کریسمس (سال ۲۰۰۸)
- ارواح دوست دخترهای سابق (۲۰۰۹)
- خماری (۲۰۰۹)
- کاغذ مگس کش (۲۰۱۱)
- تغییر کردن (۲۰۱۱)
- خماری: قسمت دوم(۲۰۱۱) (شخصیت اصلی)
- ۲۱ و تمام (نویسنده/کارگردان)
- خماری: قسمت سوم (۲۰۱۳) (شخصیت اصلی)
- مادرهای بد(۲۰۱۶) (نویسنده/کارگردان)
- کریسمس مادرهای بد(۲۰۱۷) (نویسنده/کارگردان)

## جوایز
فیلم خماری نامزد جایزه بهترین فیلم‌نامه از سوی صنف نویسندگان آمریکا و هنر فیلم و تلویزیون بریتانیا شد.
فیلم‌نامه مادران بد که توسط مور نوشته و کارگردانی شده بود برنده جایزه انتخاب مردم شد.